# Nicholas Brooks
Nicholas Brooks (Londres, 10 de maio de 1964) é um especialista em efeitos visuais estadunidense. Venceu o Oscar de melhores efeitos visuais na edição de 1999 por What Dreams May Come, ao lado de Kevin Mack, Joel Hynek e Stuart Robertson.